# Medaille van het Rode Kruis (Pruisen)
De Medaille van het Rode Kruis van Pruisen (Duits: Rote Kreuz-Medaille) werd op 1 oktober 1898 door de Duitse keizer en Pruisische koning Wilhelm II ingesteld en kende drie klassen.
De onderscheidingen konden aan alle personen worden toegekend die zich in vredes- of oorlogstijd hadden onderscheiden door hun grote verdienste voor de zorg voor zieken en lijdende mensen alsook voor bijzondere prestaties in dienst van het Duitse Rode Kruis. De keizerin, "Allerhoogste Beschermvrouwe" van de verenigingen van het Rode Kruis, deed het verzoek om deze drie eretekens te stichten.

## De versierselen
De Ie Klasse is een rood geëmailleerd zilveren Kruis van Genève met op de vier uiteinden vergulde zilveren Pruisische koningskronen. Op de achterzijde is een gesp aangebracht waarmee men het kruis kon opspelden.
De IIe Klasse is een zilveren medaille met een geëmailleerde afbeelding van het Kruis der Ie Klasse en in de hoeken de letters W.R.A.V. die voor de stichters Wilhelm II en zijn keizerin en koningin Augusta Victoria van Sleeswijk-Holstein-Sonderburg-Augustenburg staan. Op de keerzijde staat een eikentak met de tekst "FVER VERDIENSTE VM DAS ROTHE KREUZ".
De IIIe Klasse is een bronzen medaille met een niet geëmailleerde afbeelding van het Kruis der Ie Klasse en in de hoeken de letters W.R.A.V. die voor de stichters Wilhelm II en zijn keizerin en koningin Augusta Victoria van Sleeswijk-Holstein-Sonderburg-Augustenburg staan. Op de keerzijde staat een eikentak met de tekst "FVER VERDIENSTE VM DAS ROTHE KREUZ".
Omdat de Duitse oorlogseconomie tijdens de Eerste Wereldoorlog in grote problemen raakte en grondstoffen schaars werden heeft men de medailles der IIe Klasse ook van verzilverde tombak, een goedkope alliage, laten vervaardigen. In 1916 werd de IIIe Klasse van ijzer gemaakt, in 1917 werd voor het nog goedkopere "oorlogsmetaal", een legering met veel zink gekozen. Men bleef tot 1921 zinken medailles der IIIe Klasse uitreiken. De exclusieve Ie Klasse is alleen in zilver en verguld zilver bekend.
De medailles van zink waren niet geschikt voor de bevestiging aan een ring die door een knop op de bovenkant van de medaille loopt. Daarvoor is het metaal te zacht. Zij werden daarom aan de bovenzijde iets ovaal gemaakt zodat daar een klein gat kon worden geboord. Ze zijn met een daardoorheen gehaalde ring en een tweede grotere ring aan het lint bevestigd.

## Draagwijze
De Ie Klasse werd als een typisch Duits Steckkreuz midden op de linkerborst gedragen. Men droeg de IIe en IIIe Klasse aan een ponceaurood lint met zwart-witte bies op de linkerborst.
De bronzen medaille van de IIIe Klasse wordt ook verder gedragen wanneer men de IIe Klasse ontvangt. Wie de IIe of Ie Klasse ontvangt is automatisch ook tot het dragen van de bronzen medaille gerechtigd.
De gespen werden op 12 november 1900 ingesteld. Ze zijn gedacht voor de vrijwillige verplegers, ziekendragers en artsen die de medaille naar aanleiding van een expeditie ontvingen. Een drager van de Ie Klasse zou de gesp die de expeditie waarvoor hij werd onderscheiden dus op het lint van de bronzen medaille mogen dragen. Omdat geen van de gespen uit de Eerste Wereldoorlog stamt zijn er geen gespen van inferieur metaal gefabriceerd.

## Gespen
Voor de deelname aan expedities konden de IIe en IIIe Klasse met een of meer van de vijf rechthoekige gespen worden verleend.
- Südafrika 1899/1900
- Ostasien 1900/01
- Charbin 1904/05
- Südwestafrika 1904/06 Uitgereikt in 1907 en 1908
- Peking

De gespen werden van verguld brons of het goedkopere messing vervaardigd.